# Генетика популяцій
Генетика популяцій або популяційна генетика — розділ генетики, який вивчає генетичну структуру природних популяцій, а також генетичні процеси, які в них відбуваються.
Вона має важливе значення для розвитку синтетичної теорії еволюції, оскільки ця теорія постулює, що саме популяція є одиницею еволюції, оскільки в ній відбуваються головні еволюційні процеси.
Генетика популяцій здебільшого досліджує панміктичні популяції, тобто популяції перехреснозаплідних організмів.

## Історія
Дослідження в галузі генетики популяцій розпочав російський вчений С. С. Четвериков у 1920-их роках. В Україні подібні дослідження проводив С. М. Гершензон із співробітниками.

## Погляд на еволюцію

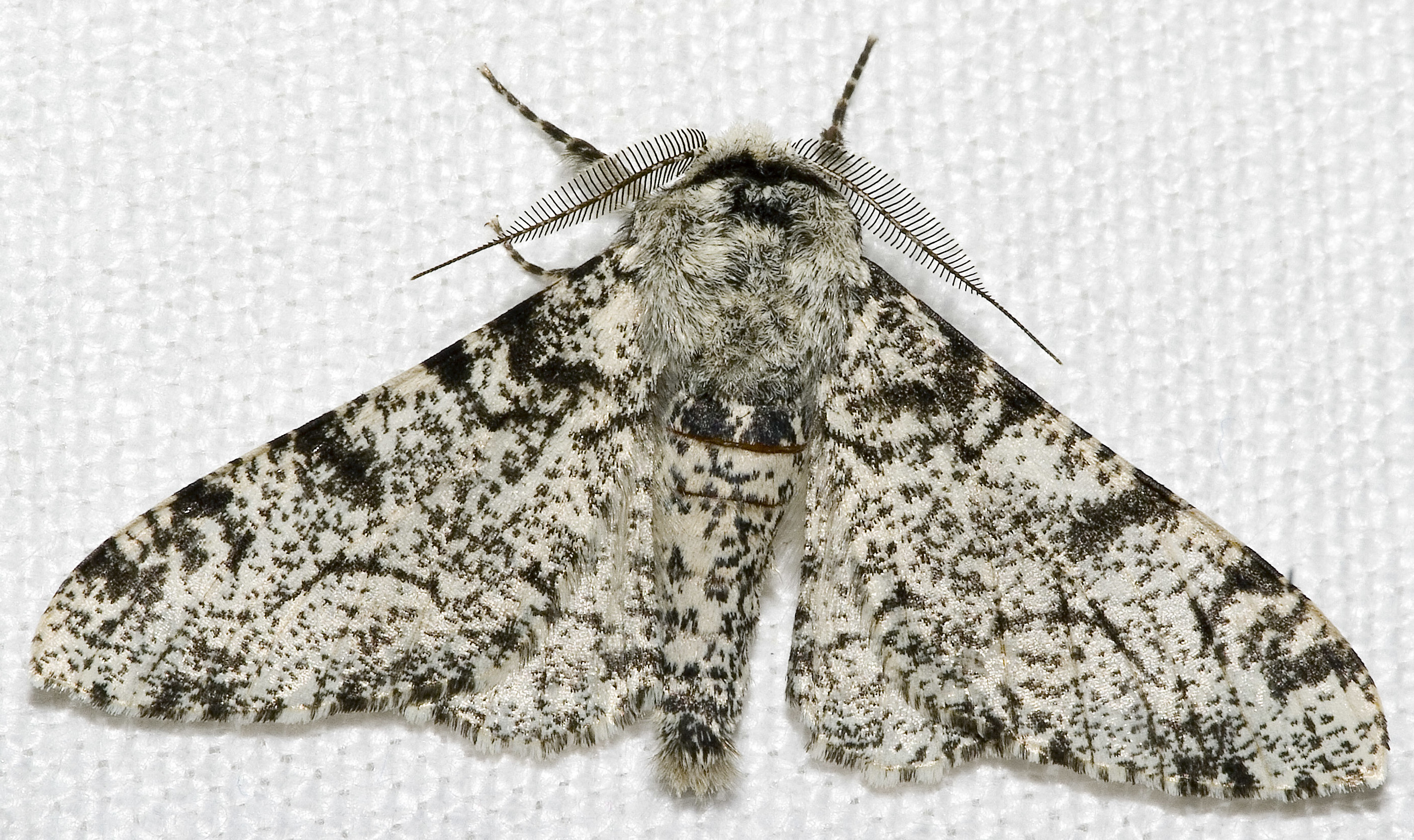
Біла морфа березового п'ядуна

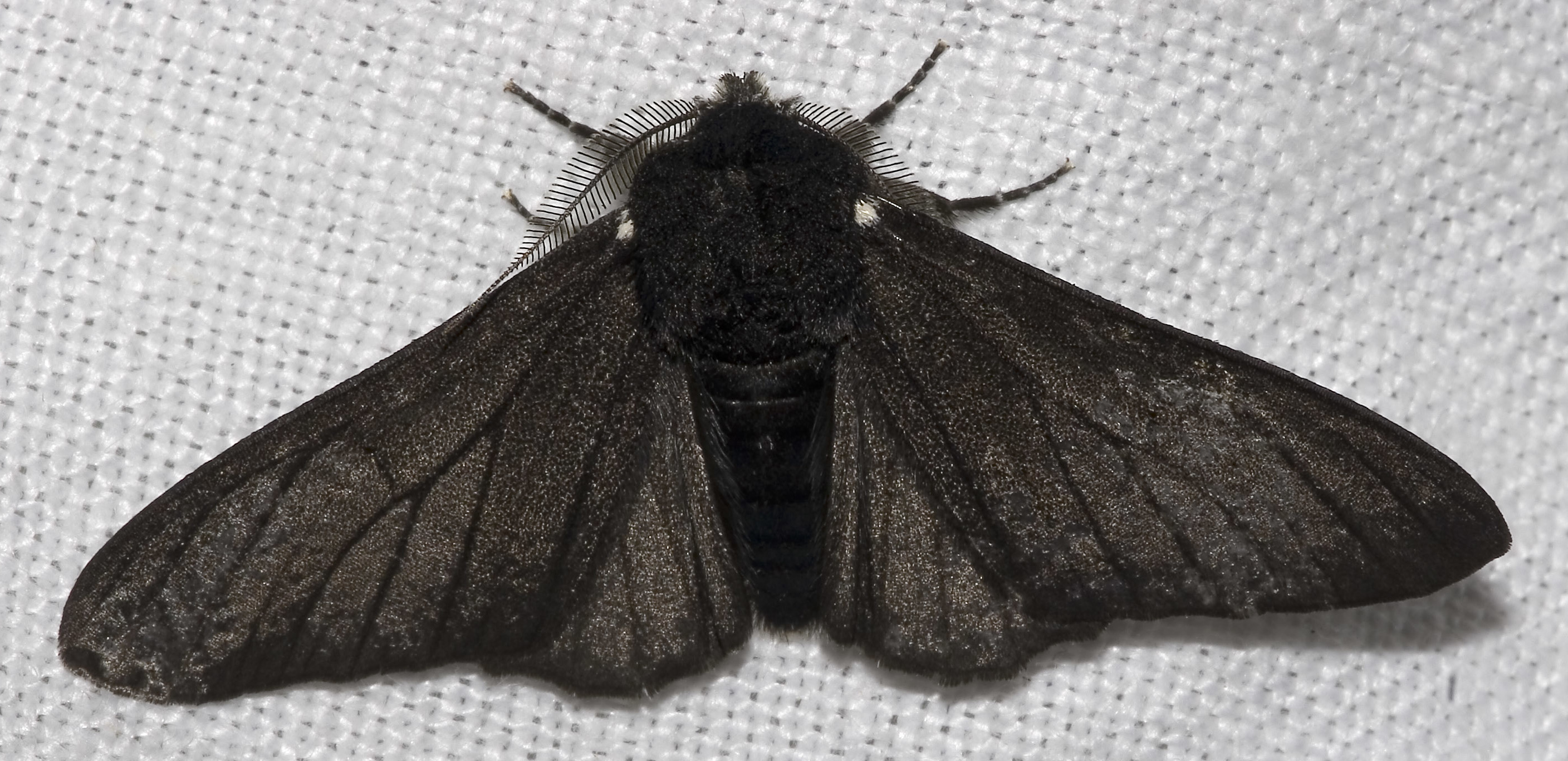
Чорна морфа

З точки зору популяційної генетики, еволюція це зміна протягом поколінь частоти алелей у популяції, які входять до генофонду цієї популяції. Популяція — це група особин одного виду, яка проживає на певній території, що має назву ареал. Наприклад, усі особини березового п'ядуна, що живуть в одному ізольованому лісі становлять популяцію. Один ген у цій популяції може мати кілька альтернативних форм (алелів), які забезпечують фенотипову різноманітність у цій популяції. Як приклад можна навести ген забарвлення крил у березового п'ядуна, що має два алелі: один з них кодує чорне забарвлення, інший — біле. Генофонд — це набір алелів певного гена у популяції. Частота алеля визначає ту частину генофонду, яку становить цей алель (наприклад, частка чорного алелю березового п'ядуна серед усіх алелів, які визначають забарвлення крил). Еволюція відбувається коли частоти алелів у популяції змінюються. Наприклад, алель чорного забарвлення стає поширенішим.
Для розуміння механізмів, які забезпечують еволюцію популяції, корисно розглянути умови, які необхідні для відсутності еволюції популяції. Закон Гарді-Вайнберга стверджує, що частоти алелів у достатньо великій популяції залишаються незмінними за умови що єдині сили, які діють на популяцію — це випадкове пересортування алелів під час формування яйцеклітини або сперматозоїдів та випадкове поєднання алелей під час запліднення. Така популяція перебуває у стані рівноваги Гарді-Вайнберга, вона не еволюціонує.

## Генетика і поведінка
Види тварин дуже відрізняються один від одного за рівнем генетичного різноманіття (поліморфізму), проте причини цих відмінностей точно не встановлені. Аналіз транскриптомів 76 видів тварин, що належать до 31 родини і 8 типів, дозволив виявити ключовий фактор, що корелює з рівнем генетичного поліморфізму. Ним виявився рівень батьківського внеску в потомство, який можна оцінити за розміром особин на тій стадії, коли вони залишають батьків і переходять до самостійного життя. Як з'ясувалося, низький генетичний поліморфізм характерний для видів, що випускають у світ нечисленне, але зате велике і здатне за себе постояти потомство, а високий — для тих, хто кидає численних дрібних, незахищених нащадків напризволяще. Даний результат змушує переглянути деякі усталені уявлення популяційної генетики і по-новому поглянути на еволюційну роль турботи про потомство.